# Campeonato Sudamericano de Clubes Campeones 1953
El Campeonato Sudamericano de Clubes Campeones de 1953 fue la primera edición de lo que era el torneo más importante de clubes de baloncesto en Sudamérica. Participaron ocho equipos de siete países sudamericanos: Argentina, Brasil, Chile, Ecuador, Paraguay, Perú y Uruguay.
Fue realizado en la ciudad chilena de Antofagasta.
El título de esta edición fue compartido entre Flamengo (Brasil), un combinado de la Provincia de Santa Fe (Argentina) y Olimpia (Paraguay).

## Equipos participantes
| País             | Equipo                             |
| ---------------- | ---------------------------------- |
| Argentina 1 cupo | Selección de Santa Fe              |
| Brasil 1 cupo    | Flamengo                           |
| Chile 2 cupos    | Palestino Selección de Antofagasta |
| Ecuador 1 cupo   | LDU Quito                          |
| Paraguay 1 cupo  | Olimpia                            |
| Perú 1 cupo      | Atlético Bilis                     |
| Uruguay 1 cupo   | Paysandú                           |

## Formato
El torneo se desarrolló con el sistema todos contra todos, coronándose campeón el equipo con mayor cantidad de triunfos.

## Competencia
| Equipo                   | Pts | PJ | PG | PP | PF  | PC  | Dif |
| ------------------------ | --- | -- | -- | -- | --- | --- | --- |
| Flamengo                 | 13  | 7  | 6  | 1  | 396 | 335 | +61 |
| Selección de Santa Fe    | 13  | 7  | 6  | 1  | 401 | 350 | +51 |
| Olimpia                  | 13  | 7  | 6  | 1  | 385 | 337 | +48 |
| Paysandú                 | 10  | 7  | 3  | 4  | 323 | 335 | -12 |
| Palestino                | 10  | 7  | 3  | 4  | 325 | 341 | -16 |
| Atlético Bilis           | 9   | 7  | 2  | 5  | 301 | 331 | -30 |
| Selección de Antofagasta | 8   | 7  | 1  | 6  | 293 | 341 | -48 |
| LDU Quito                | 8   | 7  | 1  | 6  | 277 | 330 | -53 |

|  | Campeón |

### Fecha 1[7]
| 12 de diciembre | Flamengo | 66–51 | Olimpia | Antofagasta |  |
|                 |          |       |         |             |  |
|                 |          |       |         |             |  |

| 12 de diciembre | Selección de Santa Fe | 39–37 | Atlético Bilis | Antofagasta |  |
|                 |                       |       |                |             |  |
|                 |                       |       |                |             |  |

| 12 de diciembre | Paysandú | 34–33 | LDU Quito | Antofagasta |  |
|                 |          |       |           |             |  |
|                 |          |       |           |             |  |

### Fecha 2[8]
| 13 de diciembre | Olimpia | 50–42 | Paysandú | Antofagasta |  |
|                 |         |       |          |             |  |
|                 |         |       |          |             |  |

| 13 de diciembre | LDU Quito | 26–18 | Selección de Antofagasta | Antofagasta |  |
|                 |           |       |                          |             |  |
|                 |           |       |                          |             |  |

### Fecha 3[9]
| 14 de diciembre | Olimpia | 58–44 | Selección de Antofagasta | Antofagasta |  |
|                 |         |       |                          |             |  |
|                 |         |       |                          |             |  |

| 14 de diciembre | Selección de Santa Fe | 64–57 | Palestino | Antofagasta |  |
|                 |                       |       |           |             |  |
|                 |                       |       |           |             |  |

| 14 de diciembre | Atlético Bilis | 43–36 | LDU Quito | Antofagasta |  |
|                 |                |       |           |             |  |
|                 |                |       |           |             |  |

### Fecha 4[10]
| 15 de diciembre | Olimpia | 57–52 | Selección de Santa Fe | Antofagasta |  |
|                 |         |       |                       |             |  |
|                 |         |       |                       |             |  |

| 15 de diciembre | Palestino | 42–39 | Atlético Bilis | Antofagasta |  |
|                 |           |       |                |             |  |
|                 |           |       |                |             |  |

### Fecha 5[11]
| 16 de diciembre | Selección de Santa Fe | 74–56 | Flamengo | Antofagasta |  |
|                 |                       |       |          |             |  |
|                 |                       |       |          |             |  |

| 16 de diciembre | Palestino | 42–38 | Paysandú | Antofagasta |  |
|                 |           |       |          |             |  |
|                 |           |       |          |             |  |

| 16 de diciembre | Atlético Bilis | 58–54 | Selección de Antofagasta | Antofagasta |  |
|                 |                |       |                          |             |  |
|                 |                |       |                          |             |  |

### Fecha 6[12]
| 17 de diciembre | Olimpia | 54–44 | Palestino | Antofagasta |  |
|                 |         |       |           |             |  |
|                 |         |       |           |             |  |

| 17 de diciembre | Flamengo | 45–36 | Selección de Antofagasta | Antofagasta |  |
|                 |          |       |                          |             |  |
|                 |          |       |                          |             |  |

| 17 de diciembre | Selección de Santa Fe | 61–47 | LDU Quito | Antofagasta |  |
|                 |                       |       |           |             |  |
|                 |                       |       |           |             |  |

### Fecha 7[13]
| 18 de diciembre | Flamengo | 53–42 | LDU Quito | Antofagasta |  |
|                 |          |       |           |             |  |
|                 |          |       |           |             |  |

| 18 de diciembre | Selección de Santa Fe | 57–49 | Selección de Antofagasta | Antofagasta |  |
|                 |                       |       |                          |             |  |
|                 |                       |       |                          |             |  |

| 18 de diciembre | Paysandú | 53–42 | Atlético Bilis | Antofagasta |  |
|                 |          |       |                |             |  |
|                 |          |       |                |             |  |

### Fecha 8[14]
| 19 de diciembre | Olimpia | 65–43 | LDU Quito | Antofagasta |  |
|                 |         |       |           |             |  |
|                 |         |       |           |             |  |

| 19 de diciembre | Flamengo | 76–64 | Paysandú | Antofagasta |  |
|                 |          |       |          |             |  |
|                 |          |       |          |             |  |

| 19 de diciembre | Selección de Antofagasta | 54–52 | Palestino | Antofagasta |  |
|                 |                          |       |           |             |  |
|                 |                          |       |           |             |  |

### Fecha 9[15]
| 20 de diciembre | Flamengo | 57–36 | Atlético Bilis | Antofagasta |  |
|                 |          |       |                |             |  |
|                 |          |       |                |             |  |

| 20 de diciembre | Selección de Santa Fe | 54–47 | Paysandú | Antofagasta |  |
|                 |                       |       |          |             |  |
|                 |                       |       |          |             |  |

| 20 de diciembre | Palestino | 56–50 | LDU Quito | Antofagasta |  |
|                 |           |       |           |             |  |
|                 |           |       |           |             |  |

### Fecha 10[3]
| 21 de diciembre | Olimpia | 50–46 | Atlético Bilis | Antofagasta |  |
|                 |         |       |                |             |  |
|                 |         |       |                |             |  |

| 21 de diciembre | Flamengo | 43–32 | Palestino | Antofagasta |  |
|                 |          |       |           |             |  |
|                 |          |       |           |             |  |

| 21 de diciembre | Paysandú | 45–38 | Antofagasta | Antofagasta |  |
|                 |          |       |             |             |  |
|                 |          |       |             |             |  |